# Corsica, Pennsylvania
Corsica là một thị trấn thuộc quận Jefferson, tiểu bang Pennsylvania, Hoa Kỳ. Năm 2010, dân số của thị trấn này là 357 người.